# Bóris I de Czernicóvia
Bóris I (em russo: Борис Вячеславич; romaniz.: Boris Vyacheslavich) foi príncipe de Czernicóvia por 8 dias em 1077. Filho do príncipe de Esmolensco Viacheslau I, após a morte de seu pai em 1057, Bóris foi deserdado. Morreu lutando contra seus tios — o príncipe de Czernicóvia Usevolodo I e grão-príncipe de Quieve Iziaslau I — em 3 de outubro de 1078.

Principados rus'

## Vida

### Origens
Bóris foi filho do príncipe de Esmolensco Viacheslau I, o filho mais jovem do grão-príncipe de Quieve Jaroslau, o Sábio. Segundo o historiador Martin Dimnik, Bóris era uma criança quando seu pai morreu em 1057. Bóris tornou-se um izgoi — membros da dinastia removeram-o da linha sucessória — após a morte de seu pai, pois seu tio Igor I sucedeu seu pai em Esmolensco. A alegada íntima relação de Bóris com seus primos Olegue I e Romano I implica que o pai deles, o príncipe de Czernicóvia Esvetoslau II, apaziguou-o "de algum modo, indubitavelmente, dando-lhe uma cidade", segundo Martin.

### Em Czernicóvia
Após a morte de Esvetoslau em 1077, seus irmãos Usevolodo I e Iziaslau I começaram uma intensa rivalidade pelo trono quievano. Usevolodo  deixou Czernicóvia e marchou em direção a Iziaslau, que estava em campanha militar contra Quieve. Bóris aproveitou a ausência de seu tio e tomou controle de Czernicóvia. Ele apenas conseguiu manter o poder por 8 dias e então fugiu para Tamatarcha ao ouvir do retorno de Usevolodo.

### Em Tamatarcha
Em Tamatarcha, Bóris foi recebido por seu primo Romano. Os dois logo uniram-se ao irmão de Romano, Olegue, que foi banido por seus tios do Principado de Vladimir. Bóris e Olegue aliaram-se com os cumanos e atacaram Usevolodo no rio Sozo, derrotando seu exército numa batalha sangrenta e capturando Czernicóvia em 25 de agosto de 1078. Logo, Usevolodo e Iziaslau foram capazes de reunir um novo exército com ajuda de seus filhos e marcharam para Czernicóvia.
Bóris e Olegue já haviam deixado a cidade no tempo de Usevolodo e Iziaslau se aproximaram, mas os cidadãos fecharam os portões e prepararam-se para o cerco. Os atacantes incendiaram as porções exteriores da cidade e quiseram avançar mais, mas receberam a notícia de que Olegue e Bóris estavam indo para Czernicóvia para salvá-la. Olegue tentou convencer seu primo Bóris para não fazer nenhuma confrontação direta com os quatro príncipes, mas Bóris decidiu seguir em frente. Bóris morreu numa luta intensa "num lugar próximo a uma vila sobre o prado de Nezata" em 3 de outubro, segundo a Crônica de Nestor.